# Juschna Lomuwatka
Juschna Lomuwatka (ukrainisch Южна Ломуватка; russisch Южная Ломоватка/Juschnaja Lomowatka) ist eine Siedlung städtischen Typs im Westen der ukrainischen Oblast Luhansk mit etwa 3400 Einwohnern.
Der Ort gehörte bis 2020 administrativ zur Stadtgemeinde der 12 Kilometer nordöstlich liegenden Stadt Brjanka, die Oblasthauptstadt Luhansk befindet sich 58 Kilometer östlich des Ortes, beim Ort entspringt der Fluss Lomuwatka (Ломуватка).
Juschna Lomuwatka wurde im 1953 als Arbeitersiedlung für die gleichnamige Zeche gegründet und 1959 zur Siedlung städtischen Typs erhoben, seit Sommer 2014 ist der Ort im Verlauf des Ukrainekrieges durch Separatisten der Volksrepublik Lugansk besetzt.

## Verwaltungsgliederung
Am 12. Juni 2020 wurde die Siedlung ein Teil der neugegründeten Stadtgemeinde Kadijiwka, bis dahin bildete die Siedlung zusammen mit den Siedlungen städtischen Typs Hanniwka, Lomuwatka und Werhuliwka die gleichnamige Siedlungsratsgemeinde Juschna Lomuwatka (Южно-Ломуватська селищна рада/Juschno-Lomuwatska selyschtschna rada) als Teil der Stadtratsgemeinde Brjanka direkt unter Oblastverwaltung stehend.
Am 17. Juli 2020 wurde der Ort ein Teil des Rajons Altschewsk.